# Kolczanik
Kolczanik (Pattonomys) – rodzaj ssaków z podrodziny kolczaków (Echimyinae) w obrębie rodziny kolczakowatych (Echimyidae).

## Rozmieszczenie geograficzne
Rodzaj obejmuje gatunki występujące w Kolumbii i Wenezueli.

## Morfologia
Długość ciała (bez ogona) 200–268 mm, długość ogona 210–261 mm; masa ciała 194–407 g.

## Systematyka
Rodzaj zdefiniowała w 2005 roku amerykańska teriolożka Louise Emmons w rozdziale zatytułowanym Przegląd rodzajów nadrzewnych Echimyidae (Rodentia: Echimyidae, Echimyinae) z opisami dwóch nowych rodzajów opublikowanym w książce po redakcją Eileen Lacay i Philipa Myersa o tytule Różnorodność ssaków: od chromosomów do filogeografii. Gatunkiem typowym jest (oryginalne oznaczenie) kolczanik plamisty (P. semivillosus).

### Etymologia
Pattonomys: James Lloyd Patton (ur. 1941), amerykański teriolog; gr. μυς mus, μυος muos ‘mysz’.

### Podział systematyczny
Do rodzaju należą następujące gatunki:
| Grafika | Gatunek                 | Autor i rok opisu                 | Nazwa zwyczajowa   | Podgatunki         | Rozmieszczenie geograficzne                                                                                                | Podstawowe wymiary                              | Status IUCN |
| ------- | ----------------------- | --------------------------------- | ------------------ | ------------------ | --- | ----------------------------------------------- | ----------- |
|         | Pattonomys semivillosus | (I. Geoffroy Saint-Hilaire, 1838) | kolczanik plamisty | gatunek monotypowy | endemit Kolumbii: od dorzecza dolnego biegu rzeki Magdalena do karaibskiego wybrzeża; zakres wysokości: 0–600 m n.p.m.     | DC: 20–27 cm DO: 21–26 cm MC: 194–407 g         | LC          |
|         | Pattonomys carrikeri    | (J.A. Allen, 1911)                |                    | gatunek monotypowy | endemit Wenezueli: Kordyliera Nadbrzeżna i środkowe Llanos (od Falcón i Lara do Guárico); zakres wysokości: 0–700 m n.p.m. | DC: około 22 cm DO: około 22 cm MC: brak danych | DD          |
|         | Pattonomys flavidus     | (Hollister, 1914)                 |                    | gatunek monotypowy | endemit Wenezueli: wyspa Margarita                                                                                         | DC: około 25 cm DO: około 25 cm MC: brak danych | DD          |
|         | Pattonomys punctatus    | (O. Thomas, 1899)                 |                    | gatunek monotypowy | endemit Wenezueli: dorzecze środkowego biegu rzeki Orinoko; zakres wysokości: 0–100 m n.p.m.                               | DC: około 27 cm DO: około cm MC: brak danych    | DD          |

Kategorie IUCN:  LC  – gatunek najmniejszej troski,  DD  – gatunki o nieokreślonym stopniu zagrożenia.